# Werner Spitz
Werner Uri Spitz (* 22. August 1926 in Stargard in Pommern; † 14. April 2024 in St. Clair Shores, Michigan) war ein deutsch-amerikanischer forensischer Pathologe. Bekanntheit erlangte er durch seine Mitarbeit bei der Aufklärung der Todesumstände von John F. Kennedy und Martin Luther King sowie durch seine Lehrbücher, die zur Standardliteratur des Faches zählen.

## Leben
Werner Spitz wurde 1926 als Sohn von Siegfried und Anna Spitz in Stargard in Pommern geboren. Aufgrund des wachsenden Antisemitismus entschlossen sich die Eltern, beide jüdische Ärzte, nach Palästina auszuwandern, das sich zum damaligen Zeitpunkt unter Völkerbundsmandat befand. Spitz übernahm später eine Stelle in der Rechtsmedizin und sammelte erste Erfahrungen als Assistent bei Autopsien. Später studierte er Medizin in Genf und kehrte nach vier Jahren an die Medizinische Fakultät der Hebräischen Universität Jerusalem zurück, wo er im Alter von 27 Jahren seine Promotion abschloss. 1959 wanderte Spitz nach Amerika aus, um seiner Leidenschaft, der forensischen Pathologie, nachgehen zu können. Er arbeitete in Baltimore, Maryland und Detroit.
Er ist der Vater von Daniel Spitz, der ebenfalls Pathologe ist. Werner Spitz starb im April 2024 im Alter von 97 Jahren.

## Karriere
Spitz galt als einer der profiliertesten forensischen Pathologen in den USA und wurde im Laufe seiner Karriere zu verschiedenen viel beachteten Fällen als Experte hinzugezogen.
1969 sagte Spitz im Namen von Joseph und Gwen Kopechne, den Eltern von Mary Jo Kopechne, die nach einem Autounfall im Fahrzeug von Ted Kennedy ums Leben kam, vor Gericht aus. Kopechne war vermutlich ertrunken, nachdem Kennedys Auto von einer Brücke auf der Insel Chappaquiddick von der Straße abgekommen und ins Wasser gestürzt war. Kopechnes Eltern versuchten zu verhindern, dass der Körper ihrer Tochter exhumiert und autopsiert wurde. Spitz legte dar, dass die Autopsie unnötig sei und die verfügbaren Beweise ausreichten, um zu dem Schluss zu kommen, dass Kopechne ertrunken sei. Kopechnes Eltern bekamen Recht und die Exhumierung wurde gerichtlich abgelehnt.
1975 wurde Spitz gebeten, sowohl der Rockefeller-Kommission als auch dem House Select Committee on Assassinations beratend zur Seite zu stehen. Er überprüfte die Autopsie, die 12 Jahre zuvor von Militärpathologen am ermordeten Präsidenten John F. Kennedy durchgeführt worden war. „Sie haben die Autopsie verpfuscht“, sagte Spitz. „Sie hatten absolut keine Erfahrung in forensischer Pathologie.“ Er führte die Mängel in der Untersuchung auf die Tatsache zurück, dass zu dieser Zeit in den Vereinigten Staaten die forensische Pathologie noch in den Kinderschuhen steckte. Trotz seiner Schlussfolgerung, dass die ursprüngliche Untersuchung fehlerhaft war, stimmte er der Schlussfolgerung der Warren-Kommission zu, dass Lee Harvey Oswald bei dem Attentat allein agiert habe.
1979 arbeitete er für die gleichen Kommissionen bei der Aufklärung der Ermordung von Martin Luther King. Letztlich kamen die Kommissionen zu dem Schluss, dass King durch einen Schuss von James Earl Ray getötet worden sei.
1996 wurde Spitz als forensischer Experte der Anklage im Zivilprozess gegen O. J. Simpson befragt. Gegenstand der Untersuchung waren die genauen Todesumstände von Ron Goldman, der ebenso wie Nicole Brown-Simpson, die von Simpson geschieden war, ermordet wurde. Spitz bestätigte, dass Goldman, der mit einem Messer attackiert wurde, frühzeitig eine schwere Verletzung erlitten haben musste und der Kampf mit seinem Mörder nur wenige Minuten gedauert haben kann. Diese Einschätzung erwies sich als wichtig, da bei einer längeren Kampfdauer (bis zu 20 Minuten), wie sie von Simpsons Anwälten vertreten wurde, Simpson als Mörder hätte ausgeschlossen werden können. Letztlich wurde Simpson von einer Jury einstimmig schuldig gesprochen und zu einer Zahlung von mehr als 33 Millionen Dollar an die Familien der Hinterbliebenen verurteilt.
Auch beim Mordprozess gegen den Schriftsteller Michael Peterson in North Carolina 2002/03 wurde Spitz von der Verteidigung als Experte herangezogen. Er erschien dabei in der Dokumentation „The Staircase: Tod auf der Treppe“.